# 7 Jours pas plus
Pour plus de détails, voir Fiche technique et Distribution.
7 Jours pas plus est une comédie dramatique française réalisée par Héctor Cabello Reyes, sortie en 2017. Il s'agit d'un remake du film Un Cuento Chino écrit et réalisé par Sebastiàn Borensztein et sorti en France en 2012.

## Synopsis
Quelque part en Inde, au milieu d'un lac, un jeune couple se demande mutuellement en mariage sur une barque isolée. Une vache tombe soudainement du ciel et envoie la barque au fond de l'eau. Dans le Nord de la France, Pierre est un célibataire endurci, maniaque et bourru qui travaille dans une quincaillerie. Il passe ses journées à recompter le nombre de vis dans les boîtes de son fournisseur, et occupe ses soirées à collectionner les articles de faits divers insolites et morbides. Un jour alors qu'il se balade sur les quais déserts du port, il est accosté par un Indien violemment expulsé d'une camionnette. Totalement démuni et ne parlant que le bengali, celui-ci montre à Pierre un bout de carton où est inscrite une adresse située à l'autre bout de la ville. Pierre décide finalement de l'y emmener.

## Fiche technique
- Titr : 7 Jours pas plus[4]
- Titre de travail : Un conte indien
- Réalisation : Héctor Cabello Reyes
- Scénario : Héctor Cabello Reyes d'après un scénario original de Sebastiàn Borensztein
- Assistant réalisation : Isabelle Henry et Valérie Wery
- Décors : Philippe Lambrechts
- Costumes : Valérie Cabeli
- Coiffure : Antonella Prestigiacomo
- Photographie : Frédéric Noirhomme
- Maquillage : Corinne Maliard
- Montage : Kako Kelber
- Musique : Jacynthe Moindron Jacquet, Clément Granger-Veyron
- Régisseur : Arnaud Aubey
- Son : Pascal Jasmes
- Scripte : Véronique Heuchenne
- Attachée de presse : Florence Narozny
- Casting : Michaël Bier
- Figuration : Anne Jacques
- Électricien : Nicolas Blampan
- Directeur production : Philippe Rey
- Producteurs : Léonard Glowinski et Philippe Carcassonne
- Producteurs associés : François Lardenois
- Coproducteurs : Adrian Politowski, Bastien Sirodot et Gilles Waterkeyn
- Directeur de production : Philippe Rey
- Sociétés de production : 22h22, Ciné-@, Umedia Production, en association avec les SOFICA Cofinova 12 et Sofitvciné 3
- Société de distribution : Océan Films Distribution
- Pays de production :  France et  Belgique
- Langues originales : français et bengali
- Format : couleur
- Genre : comédie dramatique
- Durée : 91 minutes
- Date de sortie : 30 août 2017 (France)

## Distribution
- Benoît Poelvoorde[5] : Pierre
- Alexandra Lamy : Jeanne
- Pitobash Tripathy (en) : Ajit Haldar
- Olivier Bony : Le policier
- François Maniquet : Rouvier (le beau-frère de Jeanne)
- Jean-Philippe Lejeune : Lionel
- Sébastien Waroquier : Le client antipathique
- Renaud Rutten : Le fournisseur
- Rahul Mohinder : Le livreur de pizza
- Francesco Mormino : Le propriétaire de la rue Lecat
- Damien Marchal : L'employé de l'aéroport
- André-Pierre Rego : Le fonctionnaire bilingue du consulat
- Anne Girouard : Marie-Thé
- Simon André : Albert
- Julien Rennaux : Pierre jeune
- Bipin KC : L'employé du restaurant
- Dilip Sisodia : L'oncle aveugle

## Production
Le film est une reprise du film à succès argentin El Chino plusieurs fois primé en Argentine et dans le monde en 2011 et 2012. Le titre de travail Un conte indien fait référence au titre original Un cuento chino (un conte chinois). Il s'agit du premier long métrage en tant que réalisateur de Héctor Cabello Reyes, auteur de nombreux scénarios (Incognito, Barbecue, Bienvenue à bord, 9 mois ferme, Poltergay, Low Cost...). Le film a été tourné en France et en Belgique dans les villes de Bruxelles, d'Ixelles, de Nivelles et d'Anderlecht et le tournage a duré sept semaines. Héctor Cabello Reyes a rencontré Alexandra Lamy sur le tournage de Retour chez ma mère.

### Bande Originale
La bande originale est composée par Jacynthe Moindron-Jacquet et Clément Granger-Veyron.
1. Let's Go for a Ride - Ouverture
2. Bad News
3. Bad Guy
4. Meeting Ajit
5. I Found My True Love - Piano Solo
6. Happy End
7. Meeting Ajit Daily
8. I Found My True Love - Piano et orchestre

## Analyse

### Différences entre les deux versions
Héctor Cabello Reyes a transposé dans le Nord de la France le scénario original du film El Chino qui se déroulait à Buenos Aires en Argentine, et il a remplacé le Chinois par un Indien. Outre les changements de lieux, de cultures et de langues qui en résultent, et malgré la base commune scénaristique, la reprise française est sensiblement différente dans son ton, beaucoup plus "comédie dramatique" que "comédie", et la mise en scène est différente, avec une ambiance très décalée et un personnage principal bien plus névrosé. De plus, les faits divers sont traités très différemment, sous forme de séquences d'animation qui en font un film singulier, empreint de plus d'émotion que le film d'origine, plus léger et comique.
| El Chino | 7 Jours pas plus |
| --- | --- |
| Roberto (Ricardo Darín) est un Argentin vivant à Buenos Aires et Jun Quian (Ignacio Huang) un Chinois ne parlant que le mandarin. | Pierre (Benoît Poelvoorde) est un Français vivant dans le Nord de la France et Ajit Haldar (Pitobash Tripathy) un Indien du Bengladesh ne parlant que le bengali. |
| Dès l'introduction du film, on identifie Jun qui demande sa fiancée en mariage. | La séquence prégénérique montre la scène des fiançailles sans que l'on distingue le visage d'Ajit. On ne sait qu'à la fin du film que c'est sa propre histoire. |
| Jun est débarqué d'un taxi où il a été dépouillé de son argent et battu. L'adresse de son oncle est tatouée sur son bras. | Ajit est débarqué d'une camionnette, sans que l'on en comprenne la raison. L'adresse de son oncle est inscrite sur un bout de carton. |
| Le client antipathique de la quincaillerie énerve Roberto en mettant en cause sa capacité à estimer le poids des 100 g de clous qu'il vient de commander. Après contrôle sur la balance, Roberto annonce que malgré l'excédent, c'est toujours le même prix. Un autre jour il demande des charnières dorées pour son armoire de salle de bain, que Roberto ne vend pas. | Le client antipathique de la quincaillerie énerve Pierre en doutant de la longueur de 3 m de câble électrique. Après mesure exacte, Pierre coupe l'excédent de câble et ne vend que les 3 mètres demandés. Un autre jour le client demande des vis dorées pour fixer un pied de table. |
| Roberto se rend deux fois à l'ambassade de Chine : la première fois avec Jun où ils sont bien reçus, la seconde fois seul où Roberto perd patience et est gentiment expulsé par un agent de sécurité. | Pierre et Ajit vont une seule fois ensemble à l'ambassade d'Inde (à Paris). |
| L'oncle aveugle vient directement chez Roberto, accompagné d'une dizaine de membres de la famille. | Pierre donne rendez-vous à l'oncle sur un parking vers Le Mans. Il est juste accompagné par un chauffeur. |
| Lorsque Roberto épluche les faits divers dans les journaux, il se projette dans les histoires ce qui donne lieu à deux séquences filmées où il est lui-même le protagoniste: 1) deux amants se retrouvent dans une voiture en bord de falaise; dans leurs ébats le frein à main est relâché et la voiture s'écrase dans le ravin. 2) Dans un petit village, à la suite d'un accident de la circulation entrainant la projection de tuyaux de fer à travers la vitre d'un salon de coiffure, le barbier est tué tout en égorgeant son client avec le rasoir. | Les histoires lues par Pierre sont illustrées par deux séquences animées: 1) deux amants se retrouvant dans la rue se cachent dans une poubelle pour échapper à la vigilance du mari, les éboueurs ramassent la poubelle et les amants sont broyés, le mari de suicide découvrant son cocufiage et la mort de sa femme. 2) Dans un restaurant on sert de la soupe de serpent, la tête de la bête est présentée aux convives mais mord l'un d'eux, son frère tente d'aspirer le venin et meurt également. |
| Lors du dîner chez Mari, elle prépare un pot-au-feu et son amie est fascinée par la raideur des cheveux de Jun. | Lors du dîner chez Jeanne, elle prépare une raclette et son amie est fascinée par le teint de peau d'Ajit. |
| Roberto découvre les talents de dessinateur de Jun après qu'il est parti, sur des couvercles de boîtes de chaussure retrouvée dans sa chambre. L'un des dessins représente Mari. | À la fin du dîner avec les amis de Pierre, Ajit réalise un portrait de Jeanne. |
| Roberto a perdu sa mère dès sa naissance. Son père et lui ont fui l'Italie à cause de la guerre, mais ils trouvent une autre guerre en Argentine (contre les Anglais). Pierre s'y engage et est fait prisonnier. Après avoir découvert par une photo dans le journal que son fils participe activement à la guerre, le père découpe et archive l'article puis se laisse mourir de désespoir. | Pierre a perdu sa mère à 8 ans lors d'une vague d'attentats en Italie. Son père et lui ont alors fui le pays pour cette raison, mais dès leur arrivée à Paris, Pierre est blessé lors de l'attentat de la rue de Rennes. Pendant que Pierre est hospitalisé inconscient plusieurs jours, son père, le croyant mort à cause d'une photo dans un journal italien, se laisse mourir. |
| L'explication de la vache tombant du ciel est détaillée par Roberto avec une longue séquence narrative filmée. Pendant le générique de fin, on voit l'extrait du journal télévisé russe relatant la véritable histoire. | Une séquence animée pendant le générique de fin illustre le fait divers qui sert d'introduction au film. |